# Slozki
Slozki (biał. Слёзкі; ros. Слёзки) – wieś na Białorusi, w obwodzie grodzieńskim, w rejonie werenowskim, w sielsowiecie Konwaliszki, przy granicy z Republiką Litewską. 

## Historia
W czasach zaborów wieś w okręgu wiejskim Utkany, w gminie Dziewieniszki, w powiecie oszmiańskim, w guberni wileńskiej Imperium Rosyjskiego. W 1866 liczyła 36 mieszkańców w 5 domach, należała do dóbr Albertyn, własność Umiastowskich. W 1905 toku wieś liczyła 87 mieszkańców.
Po I wojnie światowej weszły w skład okręgu wileńskiego Zarządu Cywilnego Ziem Wschodnich. W latach 1920–1922 na terenie Litwy Środkowej, a następnie do 1939 w Polsce, w województwie wileńskim. Przez cały ten okres, podobnie jak w czasach zaborów, wieś administracyjnie przynależała do powiatu oszmiańskiego i gminy Dziewieniszki.
W latach 1922–1945 wieś leżała w Polsce, w województwie wileńskim, w powiecie oszmiańskim, w gminie Dziewieniszki.
W 1931 w 11 domach zamieszkiwały 72 osoby.
Wierni należeli do parafii rzymskokatolickiej w Konwaliszkach. Miejscowość podlegała pod Sąd Grodzki w Holszanach i Okręgowy w Wilnie; właściwy urząd pocztowy mieścił się w Dziewieniszkach.
Po II wojnie światowej w granicach Związku Sowieckiego. Od 1991 w niepodległej Białorusi.